# Otaromia
Otaromia is een kevergeslacht uit de familie van de boktorren (Cerambycidae). De wetenschappelijke naam van het geslacht werd voor het eerst geldig gepubliceerd in 1911 door Aurivillius.

## Soorten
Otaromia is monotypisch en omvat slechts de volgende soort:
- Otaromia lugubris (Fairmaire, 1893)